# 123e brigade de fusiliers motorisés de la Garde
Pour les articles homonymes, voir 123e brigade.
La 123e brigade de fusiliers motorisés de la Garde (en russe : 123-я гвардейская мотострелковая бригада, abrégé 123 гв. омсбр), de son nom complet le 123e brigade indépendante de fusiliers motorisés de la Garde de l'ordre de la Vaillance nommée d'après le héros de l'Union soviétique Kliment Vorochilov (en russe : 123-я отдельная гвардейская мотострелковая ордена Доблести бригада имени Героя Советского Союза Климента Ворошилова), numéro d'unité militaire 40463, est une unité des forces terrestres russes, anciennement une entité séparatiste de la milice populaire de la république populaire de Lougansk.

## Historique
La brigade est créée le 1er novembre 2014 dans la république populaire de Lougansk sur la base des unités de la « milice populaire » de l'oblast de Louhansk. Le dirigeant séparatiste ukrainien pro-russe Igor Plotnitski remit personnellement le drapeau de bataille au colonel et commandant de la 2e brigade Oleg Tournov,.
Le 5 mai 2016, Plotnitski lui attribue le nom honorifique « nommée d'après le héros de l'Union soviétique Kliment Vorochilov ».
Déployée sur le front Est de l'invasion russe de l'Ukraine, la 2e brigade est engagée dans la bataille de Sievierodonetsk à l'été 2022.
Le 1er janvier 2023, la brigade est transférée dans les forces armées russes et renommée 123e brigade de fusiliers motorisés de la Garde. Un mois plus tard, elle est signalée au combat dans la bataille de Bakhmout.